# GarageBand
GarageBand — бесплатная программа для создания и редактирования музыки. Разработана компанией Apple в 2004 году. Предустановлена на все современные Mac, iPhone и iPad.

## Функции GarageBand

### Запись аудио
GarageBand — это потоковая цифровая звуковая рабочая станция и секвенсор для записи и воспроизведения многоканального аудио. Встроенные аудио-фильтры позволяют расширить возможности записи с гитары или MIDI-клавиатуры. Также, система настройки может успешно имитировать эффект auto-tune.

### Виртуальные инструменты
GarageBand используется для создания музыки или игры «вживую» с применением более 100 семплированных или синтезированных инструментов, которые могут быть записаны с реальных инструментов через USB или MIDI-клавиатуру, подключённую к компьютеру, а также используя виртуальную клавиатуру.  
Виртуальные инструменты включают: пианино, различные барабаны, гитару, бас-гитару, а также широкий выбор синтезаторов. Синтезаторы разделены на две группы: аналоговые и цифровые. Каждый синтезатор имеет широкий набор опций для редактирования. 
Другие инструменты и звуки доступны в качестве дополнений.

### Редактирование MIDI
GarageBand может импортировать MIDI файлы и предлагает их редактирование в piano roll или на нотном стане. В то же время, программа имеет не так много ключевых функций MIDI редактирования, но с каждым новым релизом их становится всё больше.

### Уроки музыки
Новой функцией GarageBand '09 стала возможность загружать видеозаписи музыкальных уроков для гитары и пианино из Lesson Store (Магазина Уроков).
Уроки содержат аудио и видео высокого качества, на котором учитель музыки показывает, как правильно играть на пианино или гитаре те или иные произведения. Также содержат виртуальное пианино (или гитару), на котором показано расположение пальцев и нотный стан с нотами используемого произведения.
В Artist Lesson в роли учителя музыки выступает известный музыкант и композитор, произведение которого и рассматривается в уроке. 
По состоянию на ноябрь 2009, были доступны уроки следующих артистов: Sting (песня «Roxanne», «Message in a Bottle», «Fragile»), Сара Маклахлан (песня «Angel»), Патрик Стамп из Fall Out Boy («I Don’t Care», «Sugar, We’re Goin' Down»), Нора Джонс («Thinking About You»), Колби Кэйллат («Bubbly»), Сара Бареллис («Love Song»), Джон Фогерти («Proud Mary», «Fortunate Son», «Centerfield»), Райан Теддер из OneRepublic («Apologize»), Бен Фолдс («Brick», «Zak and Sara»), Джон Ледженд («Ordinary People»), Алекс Лайфсон из Rush («Tom Sawyer», «Limelight», «Working Man», «The Spirit of Radio»), и Серж Танкян из System Of A Down («Chop Suey!», «Toxicity», «Aerials»). 
С 2010 года не было выпущено ни одного нового урока из серии Artist Lesson. Apple не анонсировала пока планов на выпуск новых уроков.
В 2018 году с выходом GarageBand 10.3, функция стала бесплатной.

## Доступность
Ранее GarageBand являлась частью пакета iLife, с появлением Mac App Store продавалась отдельно. 
На данный момент программа распространяется бесплатно и доступна исключительно на устройствах от Apple под операционными системами macOS, iOS и iPadOS. 

## GarageBand для iOS
2 марта 2011 года Apple представила GarageBand для iPad.
Большинство функций аналогичны таковым в версии для macOS, но теперь можно играть на инструментах прямо на сенсорном экране. Созданные композиции могут быть отправлены по e-mail или напрямую в Медиатеку iTunes. 
В 2011 Apple обновила GarageBand для iOS, сделав его универсальным также и для iPhone и iPod touch.